# Baleasri
Baleasri is een bestuurslaag in het regentschap Magetan van de provincie Oost-Java, Indonesië. Baleasri telt 2367 inwoners (volkstelling 2010).